# Magelona mirabilis
Magelona mirabilis ist ein im Sediment grabender, von Detritus lebender Vielborster (Polychaeta) aus der Familie Magelonidae, der im nordöstlichen Atlantischen Ozean verbreitet ist.

## Merkmale
Magelona mirabilis hat einen bis zu 17 cm langen, zylindrischen Körper mit rund 150 Segmenten und einer Einschnürung am 9. Segment. Das Prostomium ist länger als breit und hat vorn keine hornartigen Erweiterungen. Jeder der beiden langen Palpen ist mit zwei Längsreihen von Papillen besetzt. Die Parapodien an den Segmenten des Thorax sind hinter den Borsten dorsal mit spitzen bis breit gerundeten, ovalen oder dreieckigen Lamellen und ventral mit etwas kleineren Cirren besetzt, zudem mit kleinen dorsalen und etwas längeren ventralen Cirren und geflügelten kapillarartigen Borsten. Die Parapodien des 9. Segments haben dorsal und ventral jeweils ein Bündel subdistal verbreiterter Borsten. An den Parapodien des Abdomens sitzen hinter den Borsten kurze Lamellen, zwischen den Ästen fingerartige Lamellen, dorsal und ventral kleine papillenförmige Lamellen und dreizähnige Haken mit Haube. Der Thorax ist blassrosa, das Abdomen dunkelgrau oder grünlich, seitlich mit blassen Flecken.

## Verbreitung, Lebensraum und Lebensweise
Magelona mirabilis ist im nordöstlichen Atlantischen Ozean, Mittelmeer, Adriatischen Meer, Schwarzen Meer, im Ärmelkanal, der gesamten Nordsee und bis zur Kieler Bucht verbreitet. Sie lebt in selbst gegrabenen Gängen in Sand und Schlamm von der Gezeitenzone bis in Meerestiefen von 60 m. Wie andere Magelonidae weidet sie den organischen Belag aus Detritus mithilfe ihrer papillenbesetzen Palpen von der Sedimentoberfläche ab.

## Entwicklungszyklus
Magelona mirabilis ist getrenntgeschlechtlich, doch ist über ihr Fortpflanzungsverhalten wenig bekannt. Paarungsbereite Tiere wurden an der schottischen Küste im März und in Frankreich im Mai beobachtet. Die Befruchtung findet im freien Meerwasser statt, und die Entwicklung verläuft über eine frei schwimmende Larve als Zooplankton, die nach mehreren Wochen niedersinkt und zu einem kriechenden Wurm metamorphosiert. Die Art gilt als r-Stratege, der sich rasch entwickelt, viele Eier legt und kurz lebt.

## Systematik
Die Art wurde von George Johnston 1865 erstmals in schottischen Gewässern gefunden und als Mæa mirabilis (später auch Maea mirabilis) erstbeschrieben. Lange Zeit wurden sämtliche Magelona der Nordsee der Art Magelona papillicornis zugeordnet, die allerdings in Brasilien erstbeschrieben wurde und zu der die europäischen Tiere nicht gehören. Später wurden die europäischen Magelona der von Johnston beschriebenen Art unter dem aktualisierten Namen Magelona mirabilis zugeordnet, doch zeigte sich, dass es sich um zwei oder sogar mehr Arten handelte und Johnstons Beschreibung nicht eindeutig genug war, um diese zuzuordnen. Dieter Fiege, Frank Licher und Andrew S. Y. Mackie nahmen für Magelona mirabilis eine Neubeschreibung mit einem Neotypus vor und beschrieben zudem eine zweite europäische Art, Magelona johnstoni.